# Verona Island
Verona Island ist eine Town im Hancock County des Bundesstaates Maine in den Vereinigten Staaten. Im Jahr 2020 lebten dort 507 Einwohner in 283 Haushalten auf einer Fläche von 22,71 km².

## Geografie
Nach dem United States Census Bureau hat Verona Island eine Gesamtfläche von 22,71 km², von denen 16,16 km² Land sind und 6,55 km² aus Gewässern bestehen.

### Geografische Lage
Verona Island liegt als Insel in der Mündung des Penobscot Rivers in die Penobscot Bay und im Westen des Hancock Countys und grenzt im Norden an das Waldo County. Zur Town gehört noch neben der großen Insel Verona Island die östlich vorgelagerte kleinere Insel Porcupina Island. Es gibt keine Seen auf den Inseln. Die Oberfläche ist leicht hügelig, ohne nennenswerte Erhebungen.

### Nachbargemeinden
Alle Entfernungen sind als Luftlinien zwischen den offiziellen Koordinaten der Orte aus der Volkszählung 2010 angegeben.
- Norden: Bucksport, 4,8 km
- Osten: Orland, 12,4 km
- Süden: Penobscot, 8,6 km
- Südwesten: Castine, 6,3 km
- Westen: Stockton Springs, Waldo County 6,6 km
- Nordwesten: Prospect, Waldo County, 10,3 km

### Stadtgliederung
In Verona Island gibt es zwei Siedlungsgebiete: Verona und Verona Park.

### Klima
Die mittlere Durchschnittstemperatur in Verona Island liegt zwischen −7,22 °C (19° Fahrenheit) im Januar und 20,6 °C (69° Fahrenheit) im Juli. Damit ist der Ort gegenüber dem langjährigen Mittel der USA um etwa 6 Grad kühler. Die Schneefälle zwischen Oktober und Mai liegen mit bis zu zweieinhalb Metern mehr als doppelt so hoch wie die mittlere Schneehöhe in den USA; die tägliche Sonnenscheindauer liegt am unteren Rand des Wertespektrums der USA.

## Geschichte
Verona Island wurde ab 1780 besiedelt und am 18. Februar 1861 als Town unter dem Namen Verona organisiert. Der Name wurde 2004 in Verona Island geändert. Benannt wurde Verona nach der italienischen Stadt Verona. Vor der Organisation als Town wurde das Gebiet Wetmore Isle Plantation genannt. Weitere Namen waren Penobscot Island, Isle of Lett, sowie Orphan Island, letzteres, weil die Insel alles war, was General Henry Knox seinen verwaisten Enkelkindern hinterlassen hatte.
Zu den Wirtschaftszweigen auf Verona Island gehörte auch immer der Schiffbau. Die Roosevelt, das Schiff von Robert Edwin Peary, mit dem dieser seine Expedition zum Nordpol startete, wurde hier gebaut.

### Einwohnerentwicklung
| Volkszählungsergebnisse – Town of Verona Island, Maine | Volkszählungsergebnisse – Town of Verona Island, Maine | Volkszählungsergebnisse – Town of Verona Island, Maine | Volkszählungsergebnisse – Town of Verona Island, Maine | Volkszählungsergebnisse – Town of Verona Island, Maine | Volkszählungsergebnisse – Town of Verona Island, Maine | Volkszählungsergebnisse – Town of Verona Island, Maine | Volkszählungsergebnisse – Town of Verona Island, Maine | Volkszählungsergebnisse – Town of Verona Island, Maine | Volkszählungsergebnisse – Town of Verona Island, Maine | Volkszählungsergebnisse – Town of Verona Island, Maine |
| Jahr                                                   | 1800                                                   | 1810                                                   | 1820                                                   | 1830                                                   | 1840                                                   | 1850                                                   | 1860                                                   | 1870                                                   | 1880                                                   | 1890                                                   |
| ------------------------------------------------------ | ------------------------------------------------------ | ------------------------------------------------------ | ------------------------------------------------------ | ------------------------------------------------------ | ------------------------------------------------------ | ------------------------------------------------------ | ------------------------------------------------------ | ------------------------------------------------------ | ------------------------------------------------------ | ------------------------------------------------------ |
| Einwohner                                              |                                                        |                                                        |                                                        |                                                        | 139                                                    | 405                                                    | 399                                                    | 352                                                    | 356                                                    | 323                                                    |
| Jahr                                                   | 1900                                                   | 1910                                                   | 1920                                                   | 1930                                                   | 1940                                                   | 1950                                                   | 1960                                                   | 1970                                                   | 1980                                                   | 1990                                                   |
| Einwohner                                              | 234                                                    | 229                                                    | 233                                                    | 228                                                    | 391                                                    | 374                                                    | 435                                                    | 437                                                    | 559                                                    | 515                                                    |
| Jahr                                                   | 2000                                                   | 2010                                                   | 2020                                                   | 2030                                                   | 2040                                                   | 2050                                                   | 2060                                                   | 2070                                                   | 2080                                                   | 2090                                                   |
| Einwohner                                              | 533                                                    | 544                                                    | 507                                                    |                                                        |                                                        |                                                        |                                                        |                                                        |                                                        |                                                        |

## Wirtschaft und Infrastruktur

### Verkehr

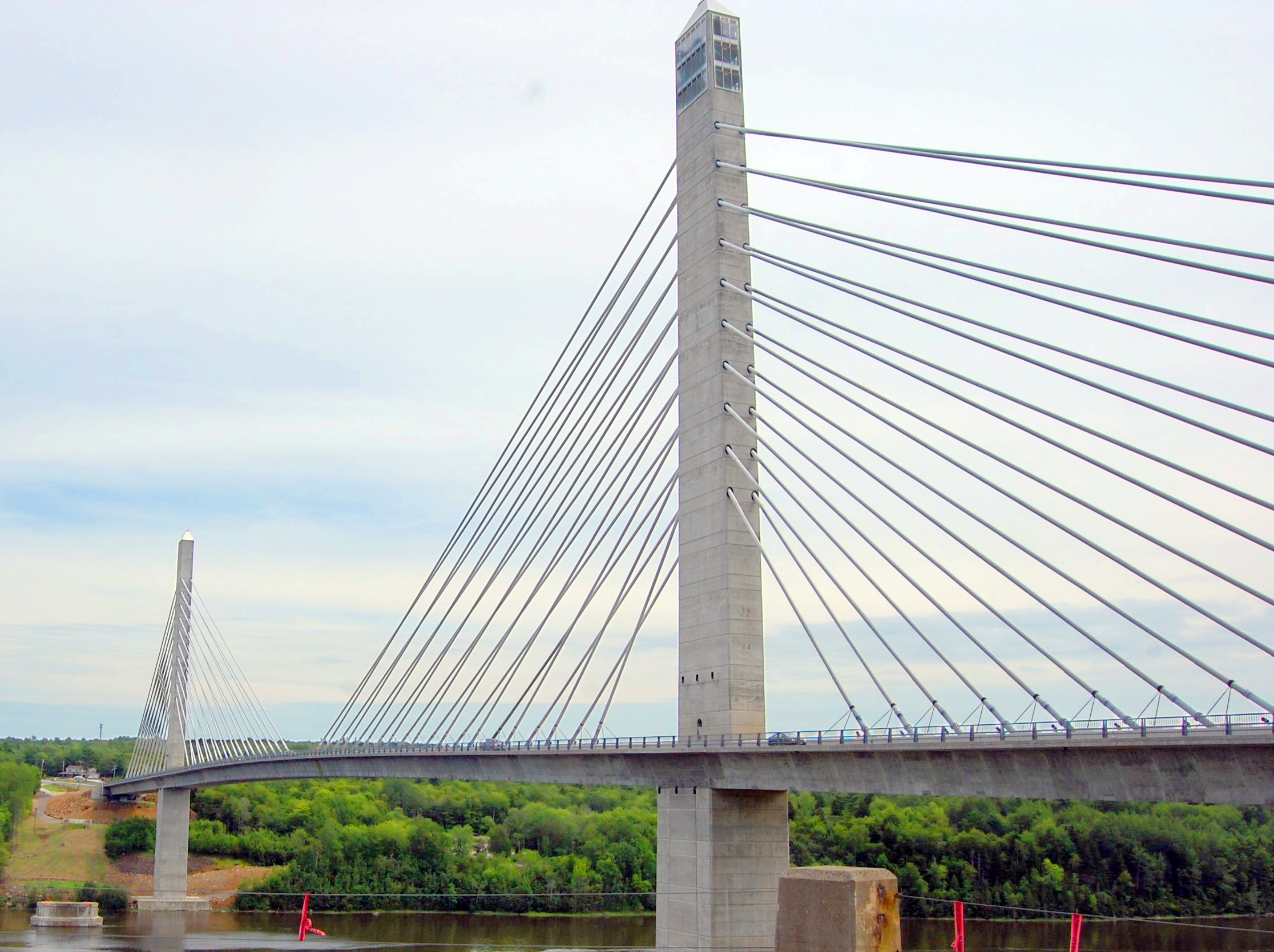
Penobscot Narrows Bridge and Observatory. Die Aussichtsplattform befindet sich im rechten Pylon, hinter dem linken Pylon ist Verona Island zu sehen.

Verona Island wird über die Penobscot Narrows Bridge mit Prospekt im Westen und über eine weitere Brücke mit Bucksport im Norden verbunden. Über diese zwei Brücken verläuft der U.S. Highway 1. Neben der Penobscot Narrows Bridge befand sich die 1931 erbaute, 2006 stillgelegte und dann abgebaute Waldo-Hancock Bridge. Die Waldo-Hancock Bridge war bis zu ihrem Rückbau im National Register of Historic Places unter der Nr. 85001267 gelistet.

### Öffentliche Einrichtungen
Es gibt keine medizinischen Einrichtungen in Verona Island. Die nächstgelegenen befinden sich in Belfast.
In Verona Island gibt es keine Bücherei. Die nächstgelegene ist die Buck Memorial Library in Bucksport.

### Bildung
Verona Island gehört mit Bucksport, Orland und Prospect zum Schulbezirk RSU 25.
In Bucksport werden folgende Schulen angeboten:
- GH Jewett School, mit Pre-Kindergarten und Kindergarten
- Miles Lane School mit den Schulklassen 1 bis 4
- Bucksport Middle School mit den Schulklassen 5 bis 8
- Bucksport High School mit den Schulklassen 9 bis 12